# Droga A601(M)

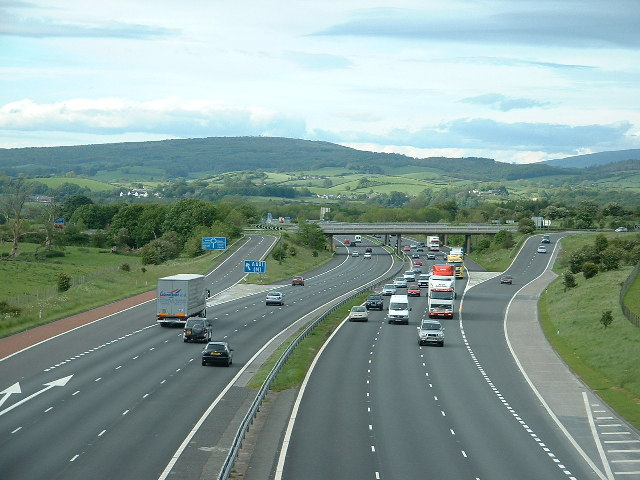
Widok węzeł autostrady M6 z drogą A601(M)

Droga A601(M), autostrada A601(M) (ang. A601(M) motorway) – brytyjska autostrada znajdującą się w hrabstwie Lancashire. Droga ma długość 2 km (1,2 mili) i składa się z dwóch odcinków o różnym przekroju: odcinek łączący autostradę M6 z drogą A6 jest dwujezdniowy, zaś na południe od węzła z M6 składa się z jednej dwupasowej jezdni, która po kilkuset metrach kończy się jednopoziomowym węzłem z drogą B6254.
Numer drogi może sugerować, że trasa stanowi posiadającą parametry autostrady drogę A601 (analogicznie do innych dróg numerowanych jako Ax(M)), jednakże tak nie jest – w rzeczywistości brytyjska arteria A601 znajduje się ponad 160 kilometrów (100 mil) dalej, w miejscowości Derby.

## Historia
Odcinek pomiędzy M6 a węzłem 35A otwarto w 1960 roku, jako część obwodnicy Lancaster. Była to dwupasowa autostrada. W 1970 roku przedłużono M6 na północ, zaś krótką odnogę pozostawiono jako łącznik z drogą A6. Rondo na końcu drogi oznaczono jako węzeł 35A. Istniały plany przedłużenia trasy jako łącznik Arnside, przebiegający przez Furness Peninsula do M6, jednakże nie doszło do ich realizacji ze względów środowiskowych. Ślad niedoszłej trasy obecnie pokrywa się częściowo z drogą A590.
W 1987 roku zbudowano połączenie z drogą B6254 w celu przeniesienia z Carnforth ruchu tranzytowego zmierzającego do Over Kellet Quarries i Kirkby Lonsdale. Wtedy droga została przenumerowana na A601(M). To zakończenie autostrady nie otrzymało numeru węzła.

## Węzły
| Droga A601(M)                                                                        |                  |                                                                                      |
| Wyjazd w kierunku południowym                                                        | Węzeł            | Wyjazd w kierunku północnym                                                          |
| Carnforth, Over Kellet, Kirkby Lonsdale B6254                                        | Zakończenie      | Początek autostrady                                                                  |
| Lake District, Carlisle, Kendal, Barrow-in-Furness, Lancaster, Preston, THE SOUTH M6 | J35              | Lake District, Carlisle, Kendal, Barrow-in-Furness, Lancaster, Preston, THE SOUTH M6 |
| Początek autostrady                                                                  | J35a Zakończenie | Milnthorpe, Kendal, Morecambe, Carnforth A6                                          |